# Trasporti in Giappone
La rete dei trasporti in Giappone è moderna ed efficiente e serve una popolazione di circa 130 milioni di abitanti.

## Trasporti ferroviari

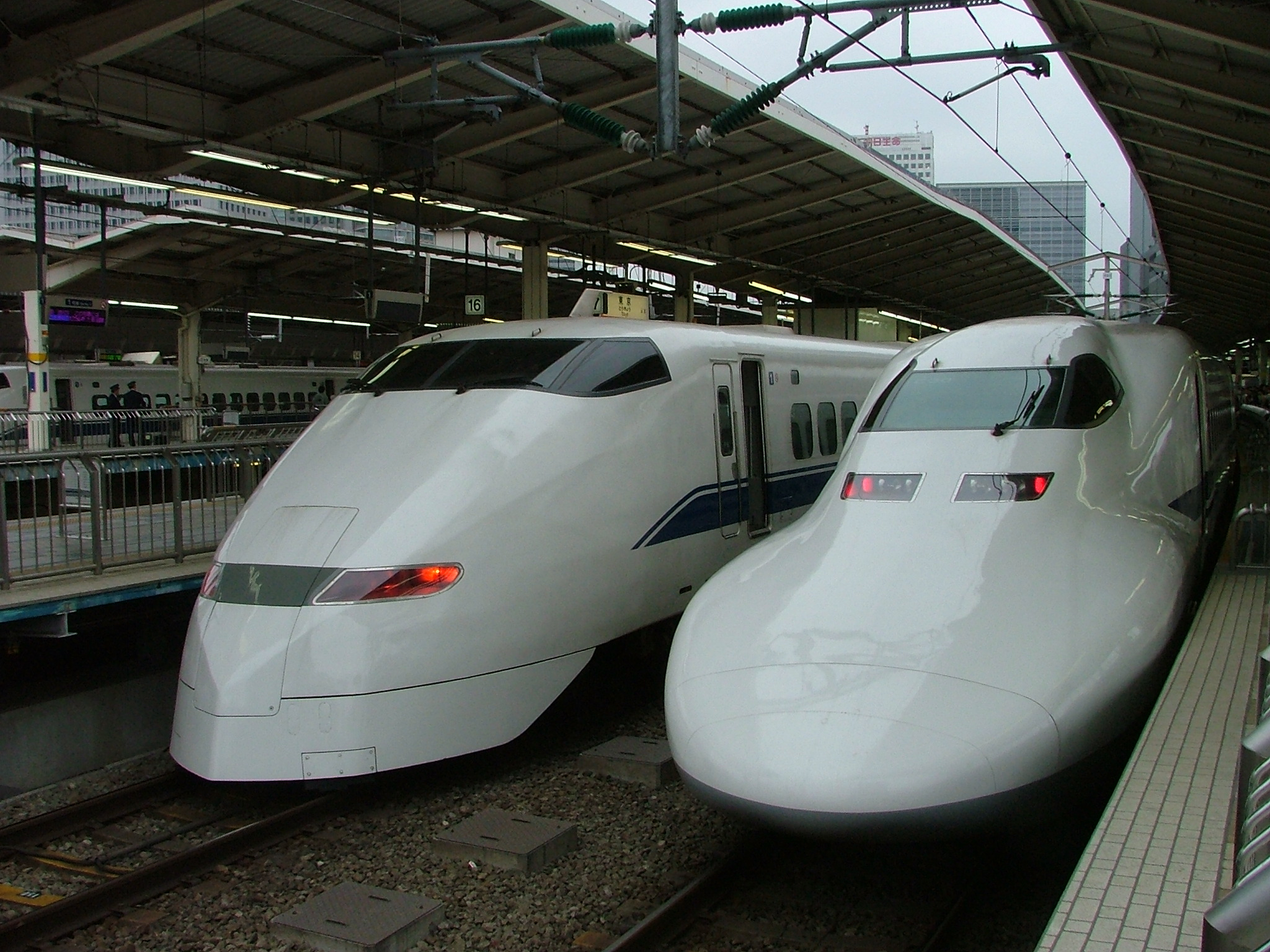
Shinkansen della serie 300 (sinistra) e 700 alla stazione di Tokyo

I trasporti ferroviari nell'arcipelago sono assicurati da 7 compagnie ferroviarie, una volta proprietà statale e privatizzate nel 1987, che coprono quasi tutto il territorio nazionale. A livello prettamente locale operano invece diverse compagnie minori, sia private che gestite da enti locali o, ancora, in comunione. I treni giapponesi godono di una certa fama a livello internazionale per la puntualità, per garantire la quale molte compagnie assegnano premi ai macchinisti che terminano le corse con anticipo rispetto agli orari previsti. Inoltre, il Giappone è il paese leader mondiale, assieme alla Francia che tuttavia lo raggiunse più tardi, per i treni ad alta velocità, di cui si può ritenere la patria a seguito dell'inaugurazione del "treno proiettile", lo Shinkansen. Esso collegava inizialmente Tokyo ad Osaka (tratta inaugurata per le olimpiadi di Tokyo del 1964) e adesso praticamente tutto il Giappone con una frequenza e puntualità sorprendenti.
La società delle Ferrovie Pubbliche si chiama Japan Railways Group.
Il Giappone è inoltre in testa alle classifiche di utilizzo pro capite della rete ferroviaria: 5 stazioni del Paese, infatti, servono ciascuna più di 2 milioni di passeggeri al giorno e sono, tra cui quelle famose di Shinjuku e Shibuya, entrambe a Tokyo.
La rete si estende per 23.670,7 km.
La complessità del trasporto su ferro e l'intricato sistema metropolitano hanno portato negli anni allo sviluppo di diverse tessere abbonamento, alcune delle quali (JR PASS) acquistabili solo dall'estero. Nel 2007, a Tokyo è stata introdotta la PASMO, una smart card che semplifica l'interscambio tra le linee e i viaggi in metropolitana. Adesso la tessera è incorporata perfino nei telefoni cellulari, al passaggio dei cancelletti basta avvicinare il telefono al sensore per entrare od uscire.
In Giappone sono presenti reti metropolitane nelle seguenti città: Fukuoka, Kōbe, Kyoto, Nagoya, Osaka, Sapporo, Sendai, Tokyo e Yokohama, mentre è in costruzione a Kawasaki.

## Trasporti stradali

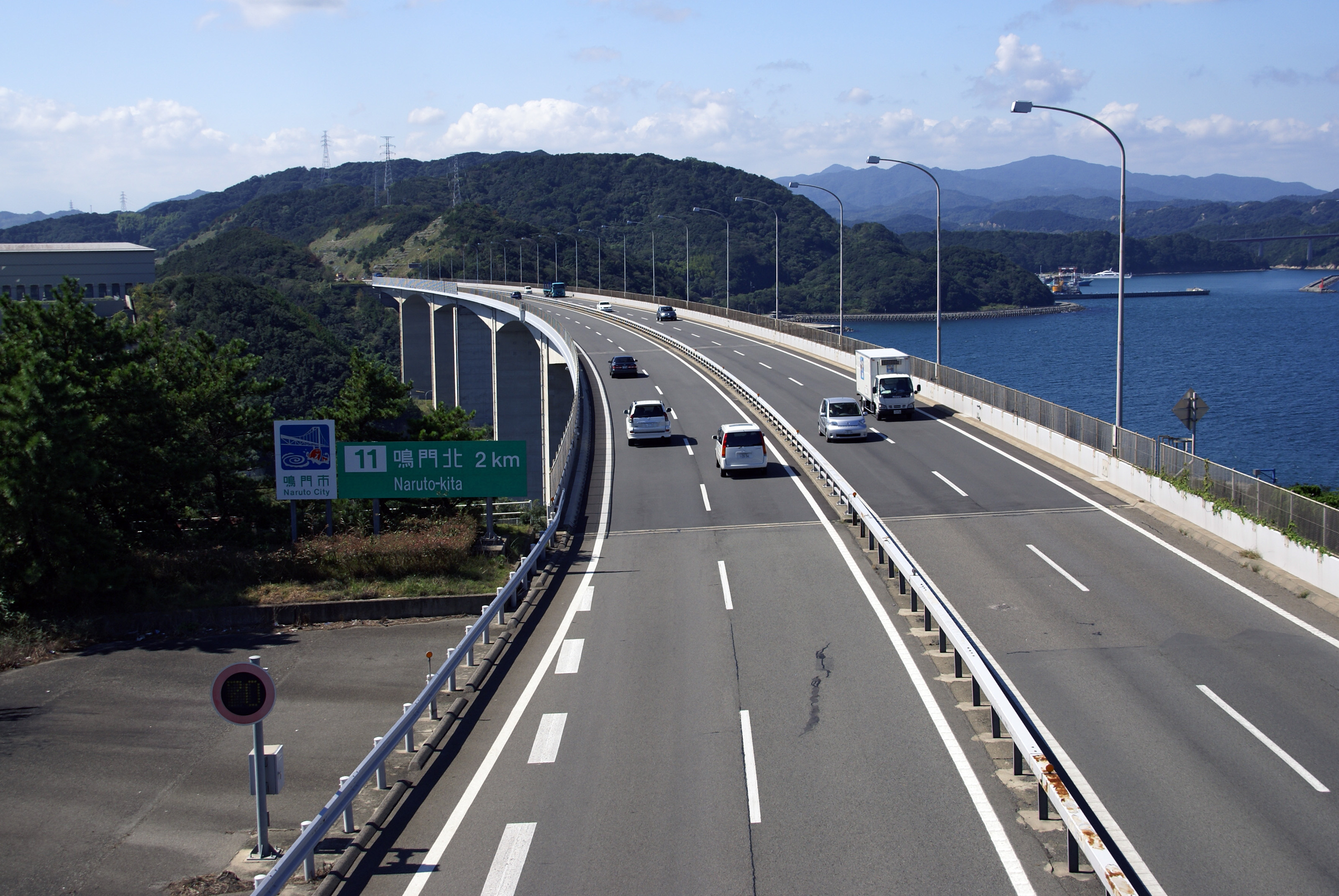
L'autostrada Kōbe-Awaji-Naruto

La rete stradale giapponese si estende per 1.152.207 km. In Giappone, comunque, si preferisce muoversi con i treni, che essendo efficienti, puntuali e ad alta velocità, rendono il trasporto stradale secondario, al contrario di quanto avviene in altre potenze come gli USA.
Una rete autostradale a pedaggio collega tra di loro le maggiori città delle quattro isole principali dell'arcipelago. Si noti però che mentre le tre isole di Honshū, Shikoku e Kyūshū hanno una rete autostradale unitaria, grazie ai ponti che le collegano, la rete di Hokkaidō è separata. Anche l'isola di Okinawa, baluardo meridionale del Paese, ha a disposizione un'autostrada, pur essendo situata al largo rispetto alle quattro grandi isole e avendo una superficie di soli 1.201 km², all'incirca metà della Valle d'Aosta.
I trasporti aerei sono molto sviluppati grazie agli aeroporti di Tokyo e di Osaka.

## Trasporti marittimi
In Giappone, anche se i trasporti marittimi sono secondari assieme a quelli stradali, è consentito lo spostamento privato via nave (definito anche shikoufune). Una recente legge (la 110/2010), emessa dal governo Hatoyama, ha promosso il trasporto marittimo per decongestionare la rete di trasporti stradali intra-insulare, ormai al collasso. In questo modo, i cittadini giapponesi che devono fare da pendolari (in giapponese koutsujin) tra un'isola e l'altra avranno a disposizione un mezzo di trasporto alternativo.
Il provvedimento, accompagnato da cospicui incentivi per l'acquisto di imbarcazioni, è stato salutato con estremo favore dall'opinione pubblica, che lo ha definito uno dei maggiori successi della legislatura Hatoyama.